# Стажиньский, Пётр
Пётр Стажи́ньский (пол. Piotr Starzyński; родился 22 января 2004, Катовице) — польский футболист, полузащитник клуба «Висла Краков».

## Футбольная карьера
Пётр является уроженцем Катовице, города на юге Польши в Верхней Силезии, столице Силезского воеводства. Футболом начинал заниматься в командах «Рух»  - из Радзёнкува и Хожува. В августе 2020 года перебрался в краковскую «Вислу», подписав в клубом трёхлетний контракт.
В новой команде обжился достаточно быстро, вследствие чего 31 января 2021 года дебютировал в польской Экстраклассе поединком против «Пяста», выйдя на замену на 77-й минуте вместо Григория Жукова. 16 мая, в поединке против всё того же «Пяста», забил свой первый гол в профессиональном футболе, ставший для «Вислы» победным. Всего в дебютном сезоне провёл 15 встреч.
Является игроком юношеских сборных Польши. 7 мая 2021 года был впервые вызван на сбор молодёжной сборной Польши.